# Захарова Світлана Юріївна
Світла́на Ю́ріївна Заха́рова (рос. Светла́на Ю́рьевна Заха́рова; нар. 10 червня 1979, Луцьк, Українська РСР) — російська балерина, прима-балерина «Большого театру». Народна артистка Росії (2008). Лауреат Державної премії РФ (2006). Депутат Державної думи Російської Федерації 4 та 5 скликань (2007—2011, 2011—2015). Член партії «Єдина Росія» з 2007 року.
У березні 2014 року підписала листа на підтримку політики президента Росії Володимира Путіна щодо російської військової інтервенції в Україну.
З 7 січня 2023 року перебуває під санкціями РНБО за антиукраїнську діяльність.

## Біографія
Народилася у Луцьку 10 червня 1979. У 1989 році вступила до Київського хореографічного училища. Провчившись там шість років (клас Валерії Сулєгіної), взяла участь у конкурсі молодих танцівників «Vaganova-Prix» у Санкт-Петербурзі. Отримала другий приз і пропозицію перейти на випускний курс до Академії російського балету імені А. Я. Ваганової. У 1996 році Захарова закінчила академію і була в числі найкращих випускниць Олени Євтєєвої, у минулому відомої балерини Маріїнського театру. У тому ж році вона була прийнята в трупу Маріїнського театру і вже в наступному сезоні отримала статус солістки. Її постійним педагогом-репетитором стала Ольга Моїсєєва.
У 2003 році перебралася до Большого театру, де працювала під керівництвом Людмили Семеняки.
У квітні 2008 року Світлана Захарова була визнана зіркою знаменитого міланського театру «Ла Скала».
Виступала у Москві, Санкт-Петербурзі, Лондоні, Берліні, Парижі, Відні, Мілані, Мадриді, Токіо, Баку, Нью-Йорку, Амстердамі.
У 2013 році відмовилася від участі в останній прем'єрі 237-го сезону Большого театру — балеті «Онєгін». Також, однією з причин звільнення директора Анатолія Іксанова, називають конфлікт з балериною Світланою Захаровою.

## Політична діяльність
Світлана Захарова — депутат Державної Думи (2007—2011), була обрана у складі федерального списку кандидатів, висунутого Всеросійською політичною партією «Єдина Росія», член фракції «Єдина Росія», член Комітету Державної Думи з культури.

## Творчість
- «Дон Кіхот» (М. Петіпа, А. Горський), Повелителька дріад (1996)[5]
- «Спляча красуня» (М. Петіпа, постановка К. Сергєєва), Принцеса Флоріна (1996)
- «Па-де-де Чайковського-Баланчина», солістка (1996)
- «Вмираючий лебідь» (М. Фокін), (1996)
- «Бахчисарайський фонтан» (Р. Захаров), Марія (1996)
- «Лускунчик» (В. Вайнонен), Маша і па-де-труа (1996)
- «Корсар» (М. Петіпа, постановка П. Гусєва), Гюльнара (1997)
- «Жизель» (Ж. Кораллі, Ж. Перро, М. Петіпа), Жизель (1997)
- «Весілля» (А. Мірошниченко), Наречена (1997)
- «Шопеніана» (М. Фокін), вальс і мазурка (1997)
- «Ромео і Джульєтта» (Л. Лаврівський), Подруга Джульєтти (1997)
- «Спляча красуня» (М. Петіпа, постановка К. Сергєєва), Принцеса Аврора (1998)
- «Аполлон Мусагет» (Джордж Баланчин), Терпсихора (1998)
- «Жизель» (Ж. Кораллі, Ж. Перро, М. Петіпа, постановка В. Васильєва), Жизель (1998)
- «Серенада» (Джордж Баланчин), солістка (1998)
- «Лебедине озеро» (М. Петіпа, Л. Іванов, постановка К. Сергєєва), Одетта-Оділлія (1998)
- «Поема екстазу» (О. Ратманський, музика: О. Скрябін), солістка (1998)
- «Середній дует» (О. Ратманський, музика: Ю.Ханон), солістка (1998)[6]
- «Симфонія до мажор» (Дж. Баланчин), солістка I частини (1999)
- «Спляча красуня» (М. Петіпа, постановка С. Віхарева), Принцеса Аврора (1999)
- «Корсар» (М. Петіпа, постановка П. Гусєва), Медора (1999)
- «Баядерка» (М. Петіпа, В. Чабукіані, Пономарьов), Нікія (1999)
- «Коштовності» («Діаманти») (Джордж Баланчин), солістка (2000)
- «Манон» (К. Макміллан), Манон (2000)
- «Лускунчик» (Дж. Баланчин) (2000)
- «Дон Кіхот» (М. Петіпа, А. Горський), Кітрі (2000)
- «Тепер і тоді» (Дж. Ноймайєр), солістка (2001)
- «Панночка і хуліган» (К. Боярський), Панночка (2001)
- «Лебедине озеро» (М. Петіпа, Л. Іванов, постановка Н. Макарової), Одетта-Оділлія (2001)
- «Баядерка» (М. Петіпа, постановка Р. Нурієва), Никия (2001)
- «Шехерезада» (М. Фокін), Зобеіди (2001)
- «Спляча красуня]]» (М. Петіпа, постановка П. Чалмера), Принцеса Аврора (2002)
- «Ромео і Джульєтта» (Л. Лаврівський), Джульєтта (2002)
- «Лебедине озеро» (М. Петіпа, Л. Іванов, постановка Д. Діна), Одетта-Оділлія (2002)
- «Лебедине озеро» (М. Петіпа, Л. Іванов, постановка Р. Нурієва), Одетта-Оділлія (2002)
- «Пахіта — гран па» (М. Петіпа), Пахіта
- «Баядерка» (М. Петіпа, постановка Асамі), Никия (2003)
- «Лебедине озеро» (М. Петіпа, Л. Іванов, постановка Г. Самсовой), Одетта-Оділлія (2003)
- «Етюди» (Х. Ландер), солістка (2003)
- «Дочка фараона» (П. Лакотт), Аспіччія (2003).
- «Лебедине озеро» (М. Петіпа, Л. Іванов, постановка Ю. Григоровича), Одетта-Оділлія (2003)
- «Спляча красуня» (М. Петіпа, постановка Ю. Григоровича), Принцеса Аврора (2004)
- «Симфонія до мажор» (Дж. Баланчин), солістка II частини (2004)
- «Жизель» (Ж. Кораллі, Ж. Перро, М. Петіпа, постановка П. Бара), Жизель (2004)
- «Баядерка» (М. Петіпа, постановка Григоровича), Нікія (2004)
- «Кармен-сюїта» — Кармен[7]
- «Юнак і смерть» Ролана Петі — Смерть[8]

## Визнання і нагороди
- Другий приз Міжнародного конкурсу молодих танцівників Vaganova-Prix у Санкт-Петербурзі. (1995)[5]
- «Балтика» — приз «Надія» (1997)
- «Золота маска» за головну партію у балеті «Серенада» Дж. Баланчина (1997)[9]
- «Золота маска» за партію Аврори у балеті «Спляча красуня» (версія С. Віхаревої) (2000)[9]
- Спеціальний приз Санкт-Петербурга «Люди нашого міста» за досягнення у балеті (2001)
- Приз «Etoile» від журналу «Danza & Danza» (Больцано, Італія, 2002)
- Заслужена артистка Росії (2005)[10]
- Державна премія Росії (2006)
- Народна артистка Росії (2008)
- Офіцер ордена мистецтв і літератури (Франція, 2010)[11]

## Сім'я
- Батько — Юрій Сергійович Захаров, колишній військовослужбовець.
- Мати — Галина Данилівна Захарова, колишній педагог, хореограф дитячої студії.
- Чоловік — Вадим Вікторович Рєпін, скрипаль.
- Дочка — Ганна Вадимівна Рєпіна (народилася 17.02.2011)[12].